# Cremastosperma yamayakatense
Cremastosperma yamayakatense är en kirimojaväxtart som beskrevs av Pirie. Cremastosperma yamayakatense ingår i släktet Cremastosperma, och familjen kirimojaväxter. Inga underarter finns listade i Catalogue of Life.